# Parque solar Montalto di Castro
El  Parque Solar Montalto di Castro es una estación fotovoltaica de 1.7 km² en Montalto di Castro,  Viterbo, Italia. Cuenta con una producción de 84 MW y fue desarrollado por una firma independiente SunRay más tarde adquirida por Sunpower.
El proyecto fue construido en varias fases que se completaron en diciembre de 2010 con un total de 276,156 celdas que producen 305 W cada una.